# Pachystylus zippelianus
Pachystylus zippelianus är en måreväxtart som först beskrevs av Friedrich Anton Wilhelm Miquel, och fick sitt nu gällande namn av Cornelis Eliza Bertus Bremekamp. Pachystylus zippelianus ingår i släktet Pachystylus och familjen måreväxter. Inga underarter finns listade i Catalogue of Life.